# Eupithecia emporia
Eupithecia emporias là một loài bướm đêm trong họ Geometridae.